# Ульянченко Владислав Володимирович
Владислав Володимирович Улянченко (нар. 18 липня 1997, Вінниця, Україна) — український футболіст, півзахисник клубу «Рубікон».

## Кар'єра гравця
Народився у Вінниці, де й розпочав займатися футболом. У ДЮФЛУ виступав за вінницькі «Ниву» та ВОДЮСШ. Дорослу футбольну кар'єру розпочав у 2014 році в складі київського клубу «Оболонь-Бровар-2», який виступав у чемпіонаті Київської області. У середині березня 2016 року переведений до першої команди «пивоварів», у футболці якої дебютував 16 квітня 2016 року в програноному (0:2) виїзному поєдинку 22-о туру Першої ліги проти ПФК «Суми». Владислав вийшов на поле в стартовому складі та відіграв увесь матч. Той матч виявився єдиним для Ульянченка в сезоні 2015/16 років, в якому «Оболонь-Бровар» став бронзовим призером Першої ліги. Дебютним голом за київську команду відзначився 4 червня 2018 року на 65-й хвилині програного (1:2) виїзного поєдинку 3-о туру Першої ліги проти «Гірник-спорту». Владислав вийшов на поле на 61-й хвилині, замінивши Андрія Корнєва. А вже 8 червня того ж року підписав новий контракт з «Оболонь-Бровар», розрахований на два роки.

## Особисте життя
Батько, Володимир Ульянченко, також футболіст, на професіональному рівні зіграв 4 матчі за київську «Оболонь-ППО».

## Досягнення
«Оболонь-Бровар»
- Перша ліга чемпіонату України
  -  Бронзовий призер (1): 2015/16